# Marc Daniels
Marc Daniels (* 27. Januar 1912 in Pennsylvania; † 23. April 1989 in Santa Monica, Kalifornien) war ein amerikanischer Filmregisseur, Filmproduzent und Drehbuchautor.
Von Ende der 1940er bis Ende der 1980er Jahre führte Daniels bei zahlreichen Fernsehfilmen und -serien Regie;
bekannt wurde er durch seine Regietätigkeit bei den ersten 38 Folgen der erfolgreichen amerikanischen Sitcom I Love Lucy 1951–52.
- Bonanza
- Ben Casey
- Raumschiff Enterprise
- Kobra, übernehmen Sie
- Ein Käfig voller Helden
- Imbiß mit Biß

Er war an mehr als 100 Produktionen beteiligt. Auch produzierte er kleinere Talkshows, unter anderem Campbell Playhouse von 1952.
Daniels wurde dreimal wurde er für den Emmy Award und dreimal für den Directors Guild of America Award nominiert. 1967 erhielt er als Regisseur (gemeinsam mit Gene Roddenberry, Drehbuch) den Hugo Award Best Dramatic Presentation für eine Folge der Serie Raumschiff Enterprise.